# Режим холостого ходу (електротехніка)
Режи́м холосто́го хо́ду — робота електротехнічного пристрою у ненавантаженому стані тобто, коли вихідне навантаження дорівнює нулю. Це загальне визначення, в електротехніці і такий термін означає стан будь-якого пристрою, за якого відсутнє навантаження на виході (опір електричного навантаження є нескінченно великим, через відсутність приєднання навантаження до даного пристрою, відсутній крутний момент на вихідному валу електродвигуна тощо).
Часто замість терміну «режим холостого ходу» використовується скорочення: режим ХХ чи просто ХХ.

## Види
В електротехніці розглядаються:
- режим холостого ходу електродвигуна — такий режим роботи електродвигуна з обертанням без навантаження під напругою живлення з номінальним значенням;

- режим холостого ходу кола або генератора — такий режим роботи кола (наприклад, трансформатора) чи генератора у ненавантаженому стані, коли вихідний струм дорівнює нулю[1];

- режим холостого ходу електрообладнання (електротехнічного виробу) — такий режим його роботи, під час якого електрична потужність споживається лише самим електрообладнанням (електротехнічним виробом).

### Режим холостого ходу трансформатора
Режимом холостого ходу трансформатора називають режим роботи у разі живлення однієї із обвиток трансформатора від джерела живлення зі змінною напругою і з розімкненими колами інших обвиток. Такий режим може бути у справжнього трансформатора, коли він увімкнений до мережі, а навантаження, що живиться від його вторинної обмотки, вимкнене. Первинною обвиткою трансформатора проходить струм I0, водночас у вторинній обвитці струму немає, оскільки коло її розімкнуте. Струм I0, проходячи по первинній обвитці, створює в магнітопроводі синусоїдально змінний потік Ф0, який через магнітні втрати відстає по фазі від струму на кут втрат δ.
Очевидно, що змінний магнітний потік Ф0 перетинає обидві обвитки трансформатора. В кожній з них виникає ЕРС: в первинній обвитці — ЕРС самоіндукції Е1, у вторинній обвитці — ЕРС взаємоіндукції Е2. Чинне значення цих ЕРС залежить від числа витків в обвитках, магнітного потоку Ф0, і частоти його зміни f.
Величини ЕРС визначають за формулами: Е1 = 4,44 f ω1 Ф0 макс 10−8 В, Е2 = 4,44 f ω2 Ф2 макс 10−8 В, де ω1 и ω2 — числа витків в обвитках;
f — частота, Гц;
Ф0 макс — найбільше значення магнітного потоку, Вб.
Розділивши Е1 на Е2, отримаємо
Е1 / Е2 = ω1 / ω2.
Це співвідношення визначає одну з головних властивостей трансформатора: ЕРС в обвитках трансформатора пропорційна кількості витків.
Відношення числа витків ω1 / ω2 = k називають коефіцієнтом трансформації. Отже, якщо ми хочемо підвищити отриману від генератора напругу в 10, 100 або 1000 разів, то необхідно так підібрати обвитки трансформатора, щоби число витків ω2 вторинної обмотки було більше числа витків ω1 первинної обвитки відповідно в 10, 100 або 1000 разів. Тоді вторинна обмотка є обвиткою вищої напруги (ВН), а первинна — обмоткою нижчої напруги (НН). Навпаки, якщо необхідно знизити напругу в лінії, первинну напругу підводять до обвитки ВН, а до обмотки НН приєднують споживачі електричної енергії.
Тобто, будь-який трансформатор може працювати як підвищувальний і як понижувальний. Все залежить від того, до якої із його обвиток буде підведена напруга для перетворення. Обвитка трансформатора, до якої підводиться енергія змінного струму, називається первинною (незалежно від того, чи буде ця обмотка вищої чи нижчої напруги). Обвитка трансформатора, від якої відводиться енергія перетвореного змінного струму, називається вторинною.
Ми розглянули дію тільки робочого, або основного, магнітного потоку Ф0. Однак в трансформаторі крім робочого існує ще магнітний потік розсіювання ФР1. Цей магнітний потік утворюється силовими лініями, які відгалужуються від основного потоку в осерді і замикаються по повітрі навколо витків обвитки ω1. Оскільки потік розсіювання замикається по повітрю, то його величина пропорційна струму, в нашому випадку — струму холостого ходу І0. Відповідно, потік розсіювання ФР1 є, як і струм І0, змінним і, перетинаючи витки первинної обвитки, створює в ній ЕРС самоіндукції ЕР1.
В первинній обмотці трансформатора створюються дві ЕРС самоіндукції: одна Е1 — робочим магнітним потоком Ф0, друга ЕР1 — магнітним потоком розсіювання. Ми знаємо, що ЕРС самоіндукції завжди направлена проти прикладеної напруги і її дії на струм в колі рівносильно додатковому опору, який називають індуктивним і позначають х.
Для підтримання незмінним струму холостого ходу, напруга U1 повинна витрачатись не лише на подолання активного опору r1 обвитки, але і на створення ЕРС самоіндукції. Іншими словами, напруга U1 складається з декількох частин: перша частина рівна ЕРС самоіндукції Е1 від потоку Ф0, друга — ЕРС самоіндукції ЕР1 від потоку розсіювання ФР1, третя — активному спаду напруги І0Р1.

## Використання
Розгляд режиму холостого ходу застосовується для аналізу електричних кіл (наприклад, визначення внутрішнього опору, коефіцієнта корисної дії, коефіцієнта трансформації, а також, втрат в осердях).